# Dudvág
Dudvág a Vág vízrendszerének egyik tagja, a Duna bal oldali mellékfolyója. Hossza 97 km.
Császkó mellett a Vágba ömlő Dubovából kiszakad és a Vággal párhuzamosan délnek folyik. Vízkeletnél DK-nek fordul és Királyrévnél a Feketevízzel egyesülve Alsónyárasd és Gúta között, az érsekujvári Kis-Dunába ömlik. Jelentékenyebb mellékvizei csak jobboldal felől vannak, úgy mint a Blava, Spácai patak, Trnava, Parna, Gidra és Feketevíz. Számos adatból kitűnik, hogy a 13. században a Duna érsekujvári ágának a Dudvág torkolatán aluli része és maga a Vágduna is Dudvág nevet viselt. Lóc ősi temetője érdekes adalékkal szolgál e folyó kulturális jelentőségéhez.